# Cape Palmas Lighthouse
Das Cape Palmas Lighthouse war ein erstmals in der Mitte des 19. Jahrhunderts an der westafrikanischen Atlantikküste am Cape Palmas in Liberia errichteter Leuchtturm. Sein Standort ist auf der Westseite der schmalen, ins Meer vorspringenden, felsigen Landzunge.
Der heutige Leuchtturm und seine Nebengebäude wurden in den 1940er-Jahren aufgebaut, als die USA zu militärischen Zwecken in Liberia Häfen, Flugplätze und Straßen errichtete. Es ist ein schlanker, etwa 22 Meter hoher, aus Beton gefertigter Turm. Zum Aufstieg dient die im Inneren eingefügte Wendeltreppe. Die vorkragende, offene Plattform konnte am Tag als Warte genutzt werden. Im Zentrum der Plattform befand sich das in einem verglasten Gehäuse eingefügte Leuchtfeuer.
Weitere bekannte Leuchttürme der liberianischen Küste waren
- Grand Bassa Point (ab 1906)
- Buchanan North Breakwater
- South Point (Greenville)